# 별의 커비 디스커버리
《별의 커비 디스커버리》는 HAL 연구소가 개발하고 닌텐도가 배급한 2022년 플랫폼 게임이다. 《별의 커비》 시리즈의 17번째 본편 작품으로, 닌텐도 스위치로 제작됐으며 외전들을 제외하면 시리즈 최초로 3D 환경을 이용한 게임플레이를 도입했다. 북미 및 유럽 지역에선 《커비와 잊힌 땅》이라는 제목으로 출시됐다.
플레이어는 커비를 조종해 '새로운 세계'를 탐험하며 수수께끼의 비스트 군단을 무찌르고 웨이들 디를 구출하는 것이 목표이다.

## 개발
《별의 커비 디스커버리》는 《별의 커비》 시리즈 30주년 기념 기획의 일부로서 제작된 작품이다. HAL 연구소는 2020년부터 30주년을 위한 게임 제작을 꾸준히 예고하고 있었다. 총괄 디렉터 쿠마자키 신야는 2021년 출판한 〈별의 커비 스타 얼라이즈 - 디 오리지널 아트 북〉에 실린 인터뷰에서 신작을 가리켜 "《별의 커비》의 장점을 모은 새로운 단계"가 될 것이라고 발언했다.

## 반응
리뷰 애그리게이터 웹사이트 메타크리틱에 따르면 《별의 커비 디스커버리》는 "대체적으로 긍정적인 평가"를 받았다.

## 참조

### 내용주
1. ↑  일본어: 星のカービィ　ディスカバリー
2. ↑  영어: Kirby and the Forgotten Land